# Manuel Bayeu
Manuel Bayeu y Subías, (Zaragoza, 8 de enero de 1740- Zaragoza,1809) fue un monje cartujo, pintor y arquitecto español.

## Biografía
Miembro de una notable familia de pintores, entre los que destacaron sus hermanos Francisco y Ramón. Su vida recogida en los conventos hace muy compleja su biografía, basada casi exclusivamente en la correspondencia que mantuvo con Martín Zapater, amigo personal de Goya, y cuyos originales se guardan en el Museo del Prado.
Fue monje en las cartujas de Nuestra Señora de las Fuentes y de Valldemosa, donde pasó la mayor parte de su vida. Ingresó en la cartuja monegrina de Las Fuentes el 3 de diciembre de 1760 y consiguió profesar como cartujo el 29 de junio de 1772, doce años después.
Respecto a sus trabajos, se sospecha que pudo colaborar con su hermano Francisco en El Pilar de Zaragoza, ya que coincidieron en las dos estancias de Francisco en la ciudad. En 1779, su trabajo fue cuestionado por diversos pintores zaragozanos que lo denunciaron por realizar obra sin pagar al fisco. Manuel Bayeu informó de su trabajo en el exterior, que se había limitado a pequeñas obras como compensación a quienes habían prestado algún servicio al monasterio. Salió airoso del conflicto; incluso la publicidad que el hecho produjo le permitió ser más conocido por su obra, dado que recibió el apoyo decidido de la Real Academia de Bellas Artes de San Fernando y, con sólo la autorización del prior, pudo seguir pintando.
Su obra más conocida es el vasto conjunto de 2.000 metros cuadrados de pintura mural en la Cartuja de las Fuentes,  así como las pinturas cartujanas de Las Fuentes, en el Museo de Huesca, muy personales y desenfadadas de dibujo. 
Trabajó también en la zona de Los Monegros: decoración de la capilla de San Pedro Arbués (Lalueza), monasterio de Sigena (Sigena), santuario de la Virgen de Magallón (Leciñena). También hay algunos cuadros atribuidos a Manuel en la Catedral de Huesca y en la de Jaca, aquí con un encargo más importante, dirigiendo la construcción de un nuevo ábside, además de varias pinturas murales. En Zaragoza se encuentra todavía obra dispersa en distintas iglesias, aunque mucha de ella desapareció. En Cataluña, se encontraba obra suya en la cartuja de Scala Dei. 
Al final de su vida fue enviado por sus superiores a Mallorca, con el fin de decorar el mural de la iglesia de la cartuja de Valldemosa, rehecha de nueva planta. En Mallorca trabó amistad con Gaspar Melchor de Jovellanos, quien se encontraba allí desterrado en el castillo de Bellver.
No se sabe con exactitud ni cuándo ni dónde murió, pero lo más probable es que muriera en 1809, durante la ocupación francesa, y, quizás, en Zaragoza, a consecuencia del segundo sitio.

## Galería
- Datos: Q304516
- Multimedia: Manuel Bayeu / Q304516